# K. Lyra
K. Lyra – belgijski klub piłkarski, mający siedzibę w mieście Lier na północy kraju.

## Historia
Chronologia nazw:
- 17.01.1909: Turn- en Sportvereniging Lyra
- 1934: Koninklijke Maatschappij Lyra
- 1939: Koninklijke Lyra
- 12.04.1972: klub rozformowano - po fuzji z K. Lierse SK

Piłkarski klub TSV Lyra został założony w Lier (łac. Lyra) 17 stycznia 1909 roku. W sezonie 1911/12 zespół startował w Tweede Provinciale Antwerpen i po zwycięstwie w grupie B otrzymał promocję do Eerste Provinciale Antwerpen. W następnym sezonie zajął drugie miejsce w grupie A i awansował do Tweede klasse. Od 1913 do 1932 występował w drugiej lidze, a w 1932 po wygraniu grupy A zdobył historyczny awans do Eerste klasse. W 1934 roku zmienił nazwę na KM Lyra. W sezonie 1937/38 zajął 13.miejsce i spadł do Tweede klasse. W następnym sezonie po zajęciu drugiego miejsca awansował z powrotem do Eerste klasse, jednak z powodu II wojny światowej był zmuszony odłożyć swój powrót. W 1939 przyjął nazwę K. Lyra. W sezonie 1940/41 zajął 4.miejsce w grupie A Eerste klasse, ale rozgrywki tej edycji były nieoficjalnymi. W sezonie 1941/42 zespół był trzecim, a 1942/43 pierwszym w drugiej lidze i wrócił do pierwszej ligi. W sezonie 1943/44 zajął przedostatnie 15.miejsce i znów spadł do drugiej ligi. Z powodu działań wojennych sezon 1944/45 nie był prowadzony, a w sezonie 1945/46 zwyciężył w grupie B i powrócił do Eerste klasse. Po czterech sezonach klub znów spadł do drugiej ligi, aby w sezonie 1953/54 po raz ostatni zagrać w najwyższej lidze. Od 1954 do 1961 występował w Tweede klasse. W sezonie 1960/61 zajął 16.miejsce i został zdegradowany do Derde klasse. W trzeciej lidze najwyższym osiągnięciem było zajęcie drugiego miejsca w sezonie 1963/64. 
12 kwietnia 1972 roku klub połączył się z sąsiednim K. Lierse SK i został zarejestrowany jako K. Lierse SV.
16 czerwca 1972 roku został założony nowy klub o nazwie K. Lyra T.S.V.

## Sukcesy

### Trofea międzynarodowe
Nie uczestniczył w rozgrywkach europejskich (stan na 31-05-2016).

### Trofea krajowe
| \| \| Zdobyte trofea w rozgrywkach Belgii (stan na: 31-03-2017) \| |                                                           |      |                                                             |
| Rozgrywki                                                          | Osiągnięcie                                               | Razy | Sezon(y)                                                    |
| Mistrzostwo                                                        | I miejsce                                                 | 0    |                                                             |
| Mistrzostwo                                                        | II miejsce                                                | 0    |                                                             |
| Mistrzostwo                                                        | III miejsce                                               | 0    |                                                             |
| Mistrzostwo                                                        | 6.miejsce                                                 | 1    | 1932/33                                                     |
| Puchar                                                             | zdobywca                                                  | 0    |                                                             |
| Puchar                                                             | finalista                                                 | 1    | 1935                                                        |
| II liga                                                            | I miejsce                                                 | 4    | 1931/32 (gr. A), 1942/43 (gr. A), 1945/46 (gr. B), 1952/53  |
| II liga                                                            | II miejsce                                                | 1    | 1938/39 (gr. A)                                             |
| II liga                                                            | III miejsce                                               | 5    | 1927/28, 1928/29, 1941/42 (gr. A), 1951/52 (gr. B), 1956/57 |
| Belgia                                                             | Zdobyte trofea w rozgrywkach Belgii (stan na: 31-03-2017) |      |                                                             |

## Stadion
Klub rozgrywał swoje mecze domowe na stadionie Lyrastadion w Lier, który może pomieścić 6 000 widzów.